# Dave Mustaine
David Scott Mustaine (La Mesa, 13 de septiembre de 1961) es un músico estadounidense, conocido por ser el fundador, guitarrista, vocalista y principal compositor de la banda Megadeth. También es conocido por haber sido el guitarrista principal de la banda Metallica entre 1981 y 1983. 
En 1983, Mustaine salió de Metallica por problemas de alcohol, drogas y diferencias con los miembros, en especial con James Hetfield. Tras su salida, Mustaine fundó Megadeth, siendo junto a Metallica, una de las mejores bandas de thrash metal de todos los tiempos.

## Biografía

### Inicios
David Mustaine nació el 13 de septiembre de 1961 en La Mesa, California, hijo de John y Emily Mustaine. 
Sus padres se divorciaron cuando él tenía cuatro años.
A fines de la década de 1970, Mustaine comenzó a tocar la guitarra eléctrica, en particular una B. C. Rich, y formó la banda conocida como Panic que abandonó en 1981, cuando pasaría a ser uno de los integrantes iniciales del grupo Metallica.

### Paso por Metallica fundando Megadeth por venganza
Sus compañeros de Metallica lo expulsaron del grupo debido a su fuerte alcoholismo y uso de drogas, y lo enviaron de regreso a casa en un viaje de cuarenta y ocho horas en autobús, durante el cual tuvo la idea de crear su propia banda. 
Mientras viajaba, Mustaine leyó en un panfleto político el término megadeath (megamuerte, unidad de medida equivalente a un millón de muertes humanas empleada en cálculos del ejército estadounidense), y de ahí vino el nombre de este exponente del thrash metal. Más tarde, declaró que uno de sus objetivos en la vida debía ser la creación de una banda más exitosa que Metallica: «Después de ser despedido de Metallica, todo lo que recuerdo es que quería ser más rápido y mejor que ellos». Anteriormente, David Scott Mustaine había estado barajando el nombre de Fallen Angel, el nombre de un proyecto de corta vida establecido en 1983 con el bajista Matt Kisselstein.
Aquel verano conoció al bajista David Ellefson, con quien formó Megadeth. 
Luego fichó a Greg Handevidt como guitarrista y a Dijon Carruthers como baterista. 
Después de una serie de audiciones infructuosas en búsqueda de un vocalista, Mustaine eligió asumir las funciones él mismo, además de tocar la guitarra. 

### 1984-1990
En 1984, Megadeth grabó una demo de tres canciones con el baterista Lee Rausch. Kerry King se unió a la banda durante unos conciertos.  
Sin embargo, optó por abandonar Megadeth después de menos de una semana para trabajar en su banda Slayer. 
Gar Samuelson, un baterista altamente influenciado por el jazz, sustituye a Rausch. 
En noviembre, la banda firmó un acuerdo con Combat Records, un mes antes el guitarrista Chris Poland se unió a la banda y tuvieron su primer recital en Nueva York.

Jackson JS-30Kv

En mayo de 1985, Megadeth lanza su primer álbum de estudio, Killing Is My Business... And Business Is Good! (Matar es mi negocio... ¡Y el negocio va bien!) en Combat Records.
Aquel verano, la banda estuvo de gira por los EE. UU. y Canadá con Exciter, gira en la que Poland fue sustituido por Mike Albert. Poland se reintegró a la banda en el estudio en octubre del mismo año, y así comenzó la grabación de su segundo álbum para Combat. La víspera de Año Nuevo de ese año, Megadeth se presentó en San Francisco con Exodus, Metal Church, y Metallica.
En 1985, después de grabar Killing Is My Business..., Mustaine se acercó a Jackson Guitars para que le hicieran una guitarra a la medida. 
Jackson modificó su modelo Flying V para Mustaine. 
Posteriormente, la empresa comenzó a producir en masa la serie Dave Mustaine Jackson King V, que se manufacturó hasta inicios del 2000.
Al año siguiente, la discográfica Capitol Records fichó a Megadeth y obtuvo los derechos de su segundo álbum, Peace Sells... But Who's Buying? (La paz se vende... pero, ¿quién la compra?), de Combat Records. 
El grupo Megadeth abrió una gira por los EE. UU. con King Diamond, Mercyful Fate y Motörhead. 
Su segundo álbum, lanzado en noviembre, es el disco que puso en el mapa del thrash a Megadeth y es considerado un monumento al metal.
En febrero de 1987, Megadeth actuó junto a Alice Cooper en su gira Constrictor. 
La banda también hizo un tour con Mercyful Fate. 
En marzo, la primera gira mundial de Megadeth comenzó en el Reino Unido. 
Mustaine y Ellefson fueron invitados por la banda Malice a la grabación de su álbum, License to Kill. Megadeth regrabó These Boots para la banda sonora de una película, y ese verano se fue de gira con Overkill y Necros. 
En medio de problemas con las drogas y las sospechas de robo de equipo de la banda para comprar droga, Mustaine despidió a Samuelson y Poland después de su último concierto en Hawái.
Chuck Behler, que había sido el técnico de Samuelson, se convirtió en el baterista al tiempo que un guitarrista llamado Jeff Young sustituía a Poland. 
Megadeth lanzó su tercer álbum, So Far, So Good... So What! (Por ahora todo bien... ¡y qué!) en enero de 1988. 
El álbum contiene la canción «In My Darkest Hour», que fue compuesta después de la muerte del bajista de Metallica, Cliff Burton. Hook In Mouth atacaba a la PMRC, y su cover de Anarchy in the UK, de los Sex Pistols —a pesar de la aparición del exmiembro de Pistol, Steve Jones—, fue mal recibida por los críticos de Allmusic.
Más tarde ese año, Megadeth fueron teloneros de Dio y de Iron Maiden antes de presentarse en el Monsters of Rock Festival en el castillo Donington, en el Reino Unido, con Iron Maiden, Helloween, Guns N' Roses y David Lee Roth. 
Poco después, Mustaine despidió a Behler y Young, acusando a Young de haber coqueteado con Diana, la novia de Dave en ese momento. 
Alrededor de este período, Mustaine encontró el tiempo para producir el álbum debut de la banda de Seattle, Sanctuary, llamado Refuge Denied.
Nick Menza, quien era el técnico de Chuck Behler, se sumó a Megadeth en 1989, y la banda grabó su única pista como trío: la canción de Alice Cooper No more Mr. Nice Guy para Wes Craven y su película de horror Shocker. 
La directora de vídeos Penelope Spheeris relata en el episodio de Megadeth Behind the Music que Mustaine se presentó a la filmación tan "frito" por la heroína y otras drogas que no podía cantar y tocar la guitarra al mismo tiempo. 
Por lo tanto, Mustaine acudió a Alice Cooper, quien le dio sabios consejos de mantenerse alejado de las drogas. 
Mustaine se alejó de ella (tiempo después recaería), pero en el momento tuvo que grabar la guitarra y la voz por separado. 
Mustaine fue detenido por conducir intoxicado, en marzo, con siete o más drogas en su sistema y se vio obligado por las autoridades a entrar en un programa de rehabilitación (la primera de sus quince visitas a los centros de rehabilitación).

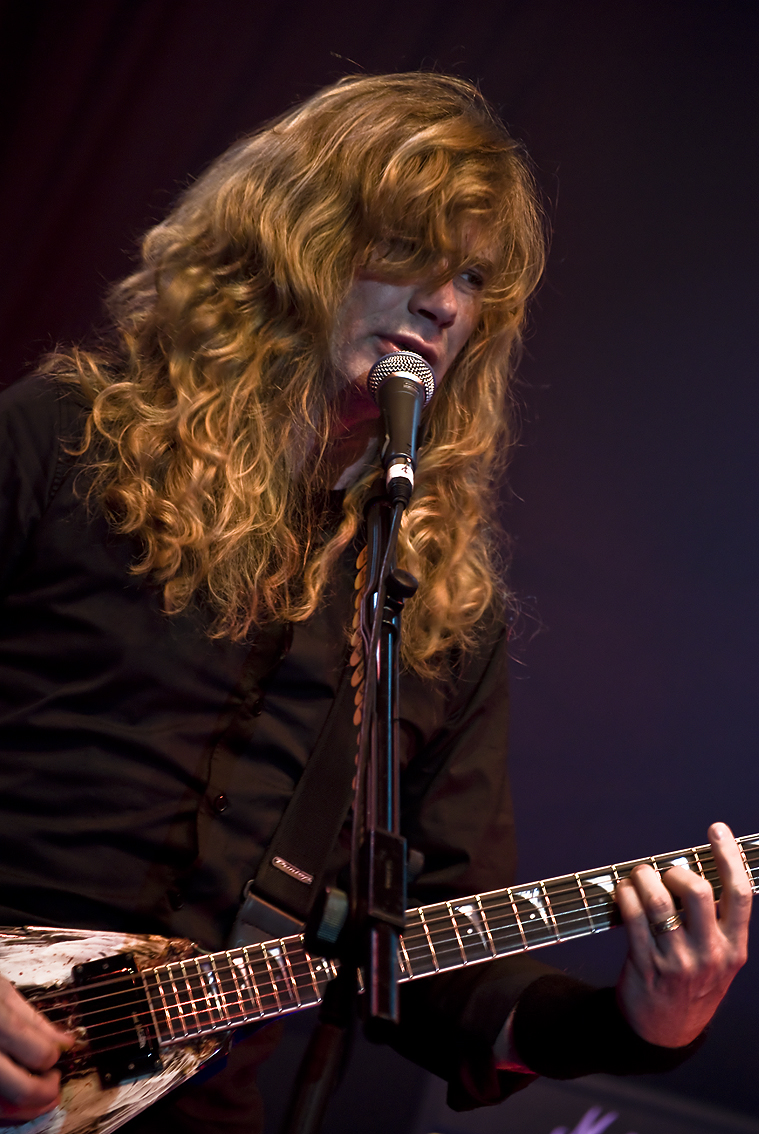
Dave Mustaine

### 1990-2000
En febrero de 1990, el guitarrista Marty Friedman (Cacophony) audicionó para ocupar la vacante de guitarra líder. Junto con esto, uno de los que no pudieron ser parte de Megadeth fue el guitarrista Dimebag Darrell.  
En septiembre de ese año, la banda se unió al tour Clash of the Titans junto con Slayer, Suicidal Tendencies y Testament. 
La gira se inició un mes antes de la publicación de su álbum Rust in Peace, que continuó su éxito comercial.
Mustaine colaboró en 1991 con Sean Harris, de Diamond Head, en la pista Crown of Worms (Mustaine más tarde aparecería como invitado de Diamond Head en su álbum Death and Progress). 
En 1992 Pamela, la esposa de Mustaine, dio a luz a su hijo Justis. Y el mes de julio vería la publicación de su álbum con mayor éxito comercial: Countdown to Extinction.
Noticias MTV invitó a Mustaine para cubrir la Convención Nacional Demócrata ese verano. 
Mustaine fue invitado a participar en un nuevo álbum para una de las bandas que influyeron en su sonido: Diamond Head.
En 1994 graban Youthanasia, su sexto álbum de estudio.
En 1997 lanzan Cryptic Writings y a comienzos del año siguiente Nick Menza es despedido siendo su reemplazo Jimmy Degrasso.
La hija de Mustaine, Electra Mustaine, nació el 28 de enero de 1998, el mismo mes en que su canción Trust fue nominada para un Grammy.
Después del tour en apoyo de Cryptic Writings, Mustaine dijo a los entrevistadores que canciones como She Wolf y Vortex habían fortalecido su amor por el metal clásico de bandas como Venom y Motörhead y que tenía la intención de escribir un álbum que fuese «mitad Peace Sells, mitad Cryptic Writings». Sin embargo, después de escuchar un comentario hecho por Lars Ulrich a la prensa en el que dice desear que Mustaine corriese más «riesgos», sus intenciones cambiaron. Los mánagers y productores tuvieron más poder decisivo. La canción Crush 'Em fue escrita con el propósito expreso de ser usada en arenas deportivas. 
Años más tarde, Mustaine culparía al deseo de Friedman por ir en una dirección más pop por los malos resultados obtenidos en ese período. 
Grabado con el productor Dann Huff, de nuevo en Nashville, Risk fue lanzado al mercado el 31 de agosto de 1999. 
Crush 'Em se colocó en la banda sonora de la película Universal Soldier 2 y en eventos de lucha libre de la WCW. 
En julio, la banda regrabó Never Say Die para un segundo homenaje a Black Sabbath. Megadeth cerró el festival de música Woodstock '99 y de nuevo actuó con Iron Maiden en Europa. Hubo algunos otros eventos destacados de Megadeth en 1999, un año que terminó con el anuncio de la salida de Marty Friedman de la banda.

### 2000-2002
Tras la salida de Friedman, Mustaine contrata a Al Pitrelli. 
Ya con Pitrelli en la banda, Megadeth se dispuso a grabar su noveno álbum de estudio, sin embargo este trabajo se vio interrumpido por una gira con Anthrax y Mötley Crüe.
Después de catorce años la banda rompe relaciones con Capitol Records editando un disco de grandes éxitos, y en noviembre de 2000 Megadeth firma con Sanctuary Records.
Trabajando ya con Sanctuary, la banda dio los últimos toques a su nuevo álbum, The World Needs a Hero. 
Este es el primer disco de la banda que tiene como productor a Dave Mustaine tras el despido del mánager Bud Prager. 
También es el único disco desde Rust In Peace que tiene todas sus canciones compuestas por Mustaine, excepto Promises, que tiene una pequeña contribución de Pitrelli.
El álbum fue lanzado el 15 de mayo de 2001 y la gira contó con AC/DC en Europa y con Iced Earth en Estados Unidos, pero fue suspendida debido a los atentados del 11 de septiembre. 
En noviembre la banda grabó Rude Awakening y este es publicado en 2002 (este DVD habría sido grabado en Argentina, pero por los atentados decidieron grabarlo en Arizona).

### Ruptura de Megadeth (2002-2004)
En enero de 2002, Mustaine tuvo que ingresar en el hospital para que se le retirara un cálculo renal. 
Mientras estaba en tratamiento, los medicamentos aplicados le causaron dolores, lo que le provocó una recaída. 
Después de su estancia en el hospital, se trató inmediatamente en un centro médico en el estado de Texas (Estados Unidos). 
Mientras estaba en dicho centro, Mustaine sufrió una lesión anormal que le causó un severo daño nervioso en su brazo izquierdo. 
La lesión se produjo al quedarse dormido con el brazo en la parte posterior de una silla, causando una compresión del nervio radial. 
Se le diagnosticó una neuropatía radial, también conocida como parálisis de la noche de sábado, que lo dejó incapaz de agarrar o incluso cerrar su mano izquierda.
El 3 de abril de 2002, Mustaine anunciaba en una conferencia de prensa que Megadeth se disolvía debido a la lesión en su brazo. En los siguientes meses, Mustaine se somete a una intensa terapia física cinco días a la semana. 
Lentamente, Mustaine comenzó a tocar nuevamente, pero tuvo que «reenseñar» a su mano izquierda.
Para satisfacer las obligaciones del contrato con Sanctuary Records, Megadeth lanza un álbum recopilatorio titulado Still Alive... And Well? el 10 de septiembre de 2002.

### 2004-2005
Después de su recuperación, Mustaine comienza a trabajar en su primer álbum en solitario. 
El nuevo material fue grabado con dos músicos de sesión, Vinnie Colaiuta y Jimmy Sloas, en octubre de 2003, pero el proyecto se cerró cuando Mustaine agregó un remix y lanzó de nuevo su octavo álbum con Capitol Records.
En mayo de 2004, Mustaine regresa a su proyecto en solitario, pero las obligaciones legales del contrato con la discográfica europea EMI le forzaron a grabar un nuevo álbum bajo el nombre de Megadeth, razón por la cual decide reformar la banda y contactar con la formación favorita de los fanes de Megadeth, la de Rust In Peace, para grabar de nuevo algunas canciones antiguas. 
Mientras que el baterista Nick Menza aceptó, Marty Friedman y David Ellefson no pudieron llegar a un acuerdo con Mustaine. 
Tiempo después de que el bajista Ellefson rechazase la oferta para regresar a la banda, Mustaine dijo: «David mintió a la prensa, dijo que la lesión en mi brazo era falsa. Nosotros le hicimos una muy buena oferta para reunirse con la banda y él dijo que no».
El 14 de septiembre de 2004 Megadeth lanza su álbum The System Has Failed con Sanctuary Records en Estados Unidos y con EMI en Europa. Megadeth comenzó el tour mundial, Blackmail the Universe, en octubre de 2004, junto a un nuevo bajista, James MacDonough (Iced Earth), y el guitarrista Glen Drover (Eidolon, King Diamond). 
Mientras se realizaba el tour, el baterista Nick Menza volvió a dividir a la banda, ya que no estaba preparado para soportar un tour completo por los Estados Unidos. 
Menza fue reemplazado cinco días después del primer concierto por Shawn Drover, hermano del guitarrista Glen Drover, y también exmiembro de la banda Eidolon. La banda realizó el tour por Estados Unidos junto a Exodus, y más tarde lo haría junto a Diamond Head y Dungeon por Europa.

### Gigantour (2005-2006)
En el verano de 2005, Mustaine funda y organiza un festival anual de heavy metal llamado Gigantour. 
El 9 de octubre de 2005, siguiendo el éxito de The System Has Failed y del tour mundial Blackmail the Universe, Mustaine anuncia un concierto en Argentina para el Pepsi Music Rock Festival. 
Este concierto fue grabado y lanzado oficialmente en DVD como That One Night: Live in Buenos Aires en marzo de 2007.

### 2007-2008

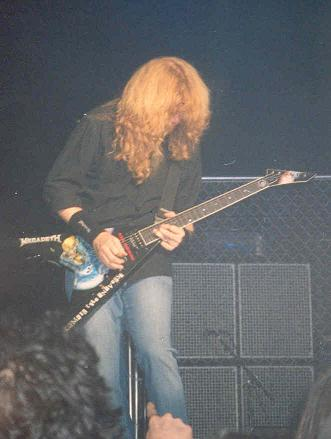
Mustaine durante un concierto de Gigantour en Orlando, Florida (2007)

En marzo de 2007, Dave Mustaine anuncia en los foros de la web de Megadeth una nueva versión de A Tout Le Monde, que iba a ser lanzada en el álbum. En esta cantaría a dúo con la cantante Cristina Scabbia, de Lacuna Coil, convirtiéndola en el primer single del álbum, hasta ser reemplazado por el sencillo Washington Is Next!.
En mayo de 2007 Megadeth anuncia la publicación de su undécimo álbum de estudio, United Abominations, que iba a ser lanzado originalmente por Roadrunner Records en octubre de 2006; sin embargo, Mustaine anunció en agosto de 2006 que la banda estaba «poniendo los toques finales al álbum», y su fecha de lanzamiento acabó siendo el 15 de mayo de 2007.
A comienzos del año 2008, el guitarrista Glen Drover abandona la formación a causa de motivos familiares. 
Su puesto fue ocupado por Chris Broderick. Los nuevos integrantes debutaron en directo en Finlandia el 4 de febrero.

### 2008-presente

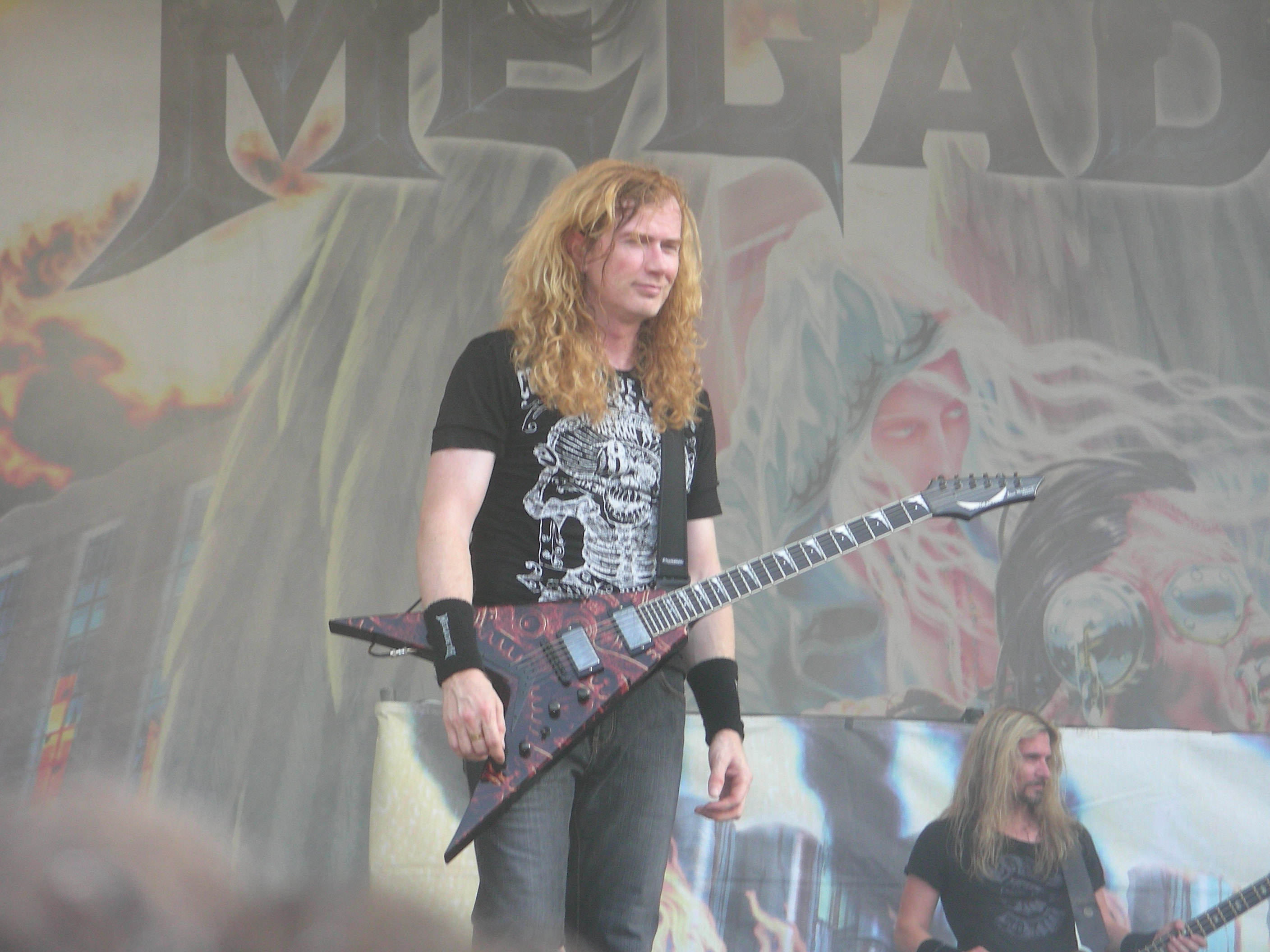
Mustaine en concierto con Megadeth.

Según www.ultimate-guitar.com, Mustaine tiene previsto abrir un estudio de grabación de Megadeth en California para enseñar acerca del rock and roll a niños de escasos recursos. 
La banda posee un edificio en San Diego, California, que ha alojado a sus equipos de grabación durante los años. Sin embargo, en una reciente entrevista con la revista musical británica Kerrang, Mustaine declaró que quería hacer un mejor uso de los estudios al convertir el espacio en un centro de aprendizaje para los niños de escasos recursos. 
En la entrevista, también dijo que se comprometió a enseñarles a tocar instrumentos.
Mustaine apareció en el álbum de la banda de metal industrial Static X, Cult of Static tocando el primer solo de la canción Lunatic.
A finales de 2008, Mustaine declaró que la banda estaba preparando un nuevo álbum de estudio desde septiembre de ese año. 
Dicho álbum se terminó de grabar el 19 de mayo, lleva por título Endgame y salió a la venta el 15 de septiembre de 2009. 
A lo largo de febrero y marzo de 2009, Megadeth compartió una gira por Europa con Judas Priest y Testament.
El 15 de diciembre de 2009 se anuncia el primer Big Four Tour, una gira con las cuatro bandas más grandes de thrash metal de la historia: Megadeth, Metallica, Slayer y Anthrax. Dave Mustaine estuvo trabajando en su esperada autobiografía, Mustaine: Una autobiografía de heavy metal (antes Hello me... Meet The Real Me), que fue lanzada en los EE. UU. el 3 de agosto a través de HarperCollins. La edición en Reino Unido, Mustaine: A Life In Metal llegó a las librerías locales el 30 de septiembre.
El 8 de febrero de 2010 el bajista original de Megadeth, David Ellefson, se reincorporó a la banda.
En el 2011 Dave Mustaine entró nuevamente a los estudios para grabar su último disco titulado TH1RT3EN, que salió a la venta el 1 de noviembre del mismo año.
Un mes después de la salida de dicho álbum, Mustaine es invitado a tocar en el festival organizado por Metallica para conmemorar sus treinta años como banda.
A mediados del 2012, se supo que Megadeth estaba trabajando en el estudio Vic's Garage, y que saldría a la venta un nuevo disco, el número catorce de la banda.
A principios de 2013, Dave Mustaine en una entrevista confirma el nuevo nombre del álbum, llamado Super Collider, que ya está a la venta en EE. UU. y que salió a la venta en Latinoamérica, en junio de 2013.
El 15 de mayo de 2013, Dave Mustaine confirma las fechas de su gira junto a la banda Black Sabbath, por Latinoamérica, llevando a cabo el denominado Gigantour, creado por él mismo.
El 17 de junio de 2019 anunció que padece cáncer de garganta, cancelando la gira programada para todo el año.
A inicios de 2020, Mustaine reveló que actualmente está libre de cáncer y desde eso Megadeth ha vuelto a los escenarios.

## Estilo musical

### Voz
Mustaine tiene un rango vocal de barítono. Tiene un estilo de canto único, intenso y agresivo, aunque también posee canciones que diferencia el estilo de canto de Dave del de otros vocalistas de metal es su uso del canto melódico ejemplo de ello son canciones como "A Tout Le Monde" y "Symphony of Destruction".

### Habilidades con la guitarra
| «"Dave era un tipo increíblemente talentoso pero también tenía un problema increíblemente grande con el alcohol y las drogas."»—Brian Slagel, propietario de Metal Blade Records elogiando a Dave. |

Antes de ser expulsado de Metallica Dave se desempeñaba como guitarrista líder y mientras lo hizo se iba ganando la atención de sus alrededores. En un programa de TV protaginizado por Friedman y Kerry King, Kerry compartió lo siguiente: "Recuerdo ir a los clubes solo para ir a ver a Metallica y me sentaba a ver a Mustaine a tocar y me asombraba por que tocaba solos increíbles y miraba por alla arriba y ni siquiera ponia atención a lo que estaba tocando, era asi de bueno".
Al contrario de su anterior compañero de banda Marty Friedman que prefiere un estilo melódico, el estilo de Mustaine es más agresivo, conocido también por popularizar la técnica del "acorde de araña" para tocar power chord, un método que agiliza los cambios de posición de las manos y reduce el ruido de las cuerdas. 

## Cristianismo
Mustaine, de ascendencia judía, fue criado como testigo de Jehová. No obstante, durante su adolescencia se envolvió en la magia negra. Más tarde se volvería cristiano. Durante una entrevista con el diario The Daily Times de Tennessee, Mustaine dijo que esto ocurrió después de que su propio mundo «se hizo añicos», y convertirse en cristiano fue la única forma que encontró para poner las piezas juntas de nuevo: «Volví a ser un testigo de Jehová, pero no estaba contento con eso». Más tarde declaró, en similitud a la Apuesta de Pascal:

Mirando hacia arriba, dije seis simples palabras:
 «¿Qué es lo que puedo perder?». Desde entonces, mi vida entera ha cambiado. Ha sido duro, pero no lo cambiaría por nada. Prefiero ir toda mi vida creyendo que hay un Dios y al final encontrarme con que no, en vez de vivir toda mi vida pensando que no hay un Dios y luego descubrir, cuando muera, que sí lo hay.

Mustaine ha declarado que desde su conversión ha sido emocionalmente difícil escuchar canciones del álbum Peace Sells... But Who's Buying?, debido a que sus creencias espirituales han cambiado:

The Conjuring es una de las canciones de más peso en la grabación, pero por desgracia tiene magia negra en ella y yo prometí que no la iba a tocar nunca más, porque hay un montón de instrucciones para maleficios en esa canción. Cuando me metí en la magia negra puse un par de hechizos en la gente cuando yo era adolescente y eso me perseguía siempre, y he tenido mucho tormento. Así que miro hacia atrás y pienso: «Hmm, no quiero tocar "The Conjuring"»

Mustaine comenzó a centrarse en su fe cristiana de manera más directa al asistir a reuniones de Alcohólicos Anónimos. Al encontrar que las reuniones en realidad le obstaculizaron más en su avance de la sobriedad y la espiritualidad, Mustaine dejó de asistir y comenzó a centrarse en el cristianismo por su propia cuenta hasta volverse más comprometido con él.
Desde entonces, su política en las presentaciones ha sido no aparecer con ninguna banda de black metal ni con bandas que sean vistas como satánicas. En la década de 2000, se negó a aparecer en un festival de música en Grecia que había conseguido a la banda Rotting Christ para actuar con Megadeth, y en un evento en Israel con la banda Dissection. En estos casos, Mustaine afirma que solicitó que las bandas no fueran echadas, sino que Megadeth pospusiera su presentación y la realizara alguna otra noche. Sin embargo, los promotores terminaron expulsando a las bandas más pequeñas en lugar de lidiar con la reprogramación de los eventos.
Al igual que David Ellefson, Mustaine considera su talento para tocar como un don de Dios: «Ser el guitarrista clasificado como el número uno en el mundo es un don de Dios y estoy feliz por eso, pero creo que Chris es mejor que yo, de todos modos -dijo-. De cualquier manera, no tengo demasiado mérito terrenal en eso».
En 1988, en respuesta a la crítica de la homosexualidad del Gobierno británico, Mustaine dijo: «Más poder para ellos. La Biblia dice que los hombres no deben acostarse con hombres como lo hacen con las mujeres». En respuesta a una pregunta que se le hizo acerca de Judas Priest teniendo una imagen homosexual manifiesta, respondió: «No quiero hablar de esto. Lo último que necesito es un grupo de homosexuales manifestándose contra nosotros». En 2012, la estación KIRO-FM le preguntó si él apoya el matrimonio gay, a lo cual respondió: «Bueno, ya que no soy gay, la respuesta a eso sería no». Se le preguntó si apoyaría una legislación para hacer que el matrimonio gay sea legal y al respecto replicó: «Yo soy cristiano. La respuesta a eso es no».

## Equipamiento

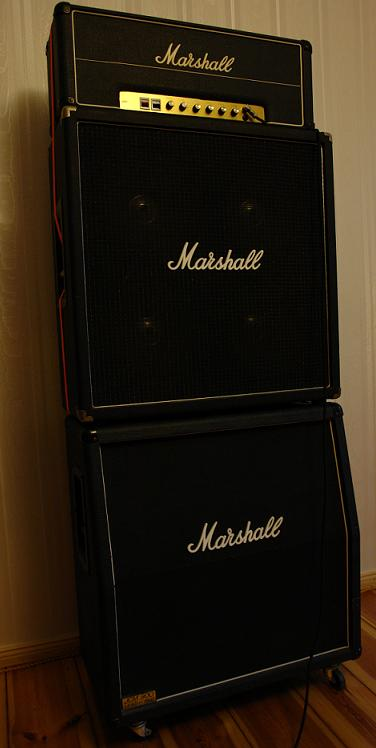
Amplificador Marshall.

### Accesorios
- Tortex (medium).73 Picks incluyendo su firma y el logo de Megadeth.
- Rocktron All Access Controller.
- Furman PL Plus Power Conditioner.
- Etapa de potencia Marshall EL34 de 100 Vatios
- Monster Cable. peke
- Shure PSM 700 In-Ear Monitor.
- GHS strings Dave Mustaine signature Progressives.
- Hasta febrero del 2021 tenía un contrato con la marca estadounidense "DEAN guitars", en la cual Dave ha creado su nueva línea de guitarras desde 2007. La "VMNT" (parecida a su anterior modelo en Jackson) con gráficos (Angel of Deth, Angel of Deth Zero...) colores como Plateado/negro y algunas con las portadas de sus respectivos álbumes como "Rust in Peace", "Peace sells". También tiene una línea económica de sus guitarras como la VMNTX Classic Black o Silver. Y Modelos Made In USA como la VMNT Korina.
- A finales de 2009 saca otra línea de guitarras en DEAN, la "Zero " en forma de "Z" y su propia guitarra acústica la "Mako" que se caracteriza por sus agujeros en forma de branquias de un tiburón.
- Seymour Duncan Livewire™ Dave Mustaine Model LW-Must.
- Usa también guitarras de dos mástiles, en algunos conciertos.

El 23 de febrero de 2021 oficialmente se separa de la marca Dean Guitars para firmar un acuerdo con el fabricante Gibson. Dave Mustaine informó esto mediante Twitter creando un video anuncio oficial con el nombre Countdown. 2.23.21, el clip de 14 segundos muestra a la mascota de Megadeth Vic Rattlehead, caminando por un cementerio utilizando una espada samurái que muestra el texto «Rust In Peace» grabado en la hoja de la espada. El video termina con el logo de Gibson, sus redes sociales y con esto se oficializa el nuevo contrato para sus guitarras. A partir de esta fecha los modelos para sus guitarras y pastillas son las siguientes:
- Gibson Dave Mustaine Flying V EXP
- Pastillas Dave Mustaine Signature Seymour Duncan Thrash Factor Set

## Discografía

#### Álbumes de estudio
Metallica
| Año de lanzamiento | Título                                       | Discográfica | RIAA (U.S.A) |
| 1983               | Kill 'Em All (Créditos en 4 canciones)       | Megaforce    | 3x Platino   |
| 1984               | Ride the Lightning (Créditos en 2 canciones) | Megaforce    | 5x Platino   |

Megadeth
| Año de lanzamiento | Título                                          | Discográfica          | RIAA (U.S.A) |
| 1985               | Killing Is My Business... And Business Is Good! | Combat Records        | Ninguno      |
| 1986               | Peace Sells... But Who's Buying?                | Capitol Records       | Platino      |
| 1988               | So Far, So Good... So What!                     | Capitol Records       | Platino      |
| 1990               | Rust in Peace                                   | Capitol Records       | Platino      |
| 1992               | Countdown to Extinction                         | Capitol Records       | 2x Platino   |
| 1994               | Youthanasia                                     | Capitol Records       | Platino      |
| 1995               | Hidden Treasures                                | Capitol Records       |              |
| 1997               | Cryptic Writings                                | Capitol Records       | Oro          |
| 1999               | Risk                                            | Capitol Records       | Oro          |
| 2001               | The World Needs a Hero                          | Sanctuary Records     |              |
| 2004               | The System Has Failed                           | Sanctuary Records     |              |
| 2007               | United Abominations                             | Roadrunner Records    |              |
| 2009               | Endgame                                         | Roadrunner Records    |              |
| 2011               | TH1RT3EN                                        | Roadrunner Records    |              |
| 2013               | Super Collider                                  | Universal Music Group |              |
| 2016               | Dystopia                                        | Universal Music Group |              |
| 2022               | The Sick, the Dying... and the Dead!            | Universal Music Group |              |

MD.45
| Año de lanzamiento | Título      | Discográfica | RIAA (U.S.A) |
| 1996               | The Craving | Slab Records | Ninguno      |